# Matchbollar för världsmästerskapet i fotboll för damer
Olika officiella matchbollar för världsmästerskapet i fotboll för damer har skapats för varje turnering sedan 1999. Bollarna har oftast olika symboler eller nationella mönster starkt förknippade med respektive värdnation.
| VM   | Matchboll(ar) | Bild | Beskrivning                                                                 |
| ---- | ------------- | ---- | --------------------------------------------------------------------------- |
| 1999 | Icon          |      | Tillverkare: Adidas                                                         |
| 2003 | Fevernova     |      | Tillverkare: Adidas                                                         |
| 2007 | Teamgeist     |      | Tillverkare: Adidas                                                         |
| 2011 | Speedcell     |      | Tillverkare: Adidas                                                         |
| 2015 | Conext15      |      | Tillverkare: Adidas Finalbollen gick under namnet Conext15 Final Vancouver. |
| 2019 | Conext19      |      | Tillverkare: Adidas Finalbollen gick under namnet Tricolore 19.             |